# Општина Видра (Вранча)
Видра (рум. Vidra) општина је у Румунији у округу Вранча.
Oпштина се налази на надморској висини од 270 m.